# Ромул и Рем (фильм)
«Ромул и Рем» (итал. Romolo e Remo, фр. Romulus et Rémus) — фильм-пеплум 1961 года, реж. Серджо Корбуччи.

## Сюжет
Экранизация легендарной истории об основателях Рима в VIII веке до н. э. — братьях Ромуле и Реме.

## В ролях
- Стив Ривз — Ромул
- Гордон Скотт — Рем
- Франко Вольпи — Амулий
- Вирна Лизи — Юлия
- Андреа Бозич — Фаустул
- Лаура Солари — Рея Сильвия